# Curling-Europameisterschaft 2001
Die Curling-Europameisterschaft 2000 der Männer und Frauen fand vom 8. bis 15. Dezember in Vierumäki in Finnland statt.

## Turnier der Männer

### Teilnehmer

#### Gruppe A
| Dänemark | Deutschland | Finnland | Frankreich                                                                                                   |
| --- | --- | --- | --- |
| Skip: Lasse Lavrsen Third: Brian Hansen Second: Carsten Svensgaard Lead: Frants Gufler Alternate: Ulrik Schmidt               | Skip: Sebastian Stock Third: Daniel Herberg Second: Stephan Knoll Lead: Markus Messenzehl Alternate: Patrick Hoffman | Skip: Markku Uusipaavalniemi Third: Wille Mäkelä Second: Tommi Häti Lead: Jari Laukkanen Alternate: Pekka Saarelainen | Skip: Thierry Mercier Third: Cyrille Prunet Second: Eric Laffin Lead: Lionel Tournier                        |
| Italien | Norwegen | Schottland | Schweden |
| Skip: Alessandro Lettieri Third: Joel Retornaz Second: Mathias Retornaz Lead: Andrea Callegari Alternate: Alessandro Federici | Skip: Pål Trulsen Third: Lars Vågberg Second: Flemming Davanger Lead: Bent Ånund Ramsfjell Alternate: Torger Nergård | Skip: Hammy McMillan Third: Warwick Smith Second: Ewan MacDonald Lead: Norman Brown Alternate: Mike Hay               | Skip: Peter Lindholm Third: Tomas Nordin Second: Magnus Swartling Lead: Peter Narup Alternate: Anders Kraupp |
| Schweiz | Tschechien | | |
| Skip: Andreas Schwaller Third: Christof Schwaller Second: Markus Eggler Lead: Damian Grichting Alternate: Marco Ramstein      | Skip: Petr Štěpánek Third: Vit Nekovarik Second: Ales Prchlik Lead: Vlastimil Vojtus Alternate: Petr Firt            | | |

#### Gruppe B
| Bulgarien | England | Luxemburg                                                                                             | Niederlande                                                                                                   |
| --- | --- | --- | --- |
| Skip: Lubomir Velinov Third: Ivaylo Petrov Second: Stanimir Petrov Lead: Bojidar Momerin Alternate: Plamen Tynkov | Skip: Andrew Reed Third: Thomas Jaeggi Second: Christopher Smith Lead: Daniel Jaeggi Alternate: John Brown          | Skip: Heribert Krämer Third: Thomas Schröder Second: Emile Bartole Lead: Patrick Welscher             | Skip: Rob Vilain Third: Reg Wiebe Second: Willem Pronk Lead: Walter Verbueken Alternate: Steve van der Cammen |
| Österreich | Russland | Wales                                                                                                 | Belarus |
| Skip: Alois Kreidl Third: Stefan Salinger Second: Andreas Unterberger Lead: Werner Wanker                         | Skip: Alexander Kirikov Third: Vadim Shkolnikov Second: Vadim Stebakov Lead: Dmitri Abanin Alternate: Mikhail Fokin | Skip: Adrian Meikle Third: Chris Wells Second: Andrew Tanner Lead: John Sharpe Alternate: Hugh Meikle | Skip: Mikhail Shaibak Third: Vasili Gorbatchov Second: Yuri Karanevich Lead: Yuri Kochubey                    |

### Round Robin

#### Gruppe A
| Schlüssel | Schlüssel   |
| --------- | ----------- |
|           | Play-off    |
|           | Tie-Breaker |

| Draw | Begegnung                | Resultat | Begegnung                | Resultat | Begegnung              | Resultat | Begegnung               | Resultat | Begegnung                | Resultat |
| ---- | ------------------------ | -------- | ------------------------ | -------- | ---------------------- | -------- | ----------------------- | -------- | ------------------------ | -------- |
| 1    | Finnland – Dänemark      | 3-10     | Schweden – Schweiz       | 4-3      | Norwegen – Deutschland | 8-5      | Frankreich – Schottland | 5-8      | Italien – Tschechien     | 5-6      |
| 2    | Schweden – Italien       | 8-6      | Deutschland – Tschechien | 9-1      | Finnland – Frankreich  | 7-1      | Norwegen – Dänemark     | 6-3      | Schweiz – Schottland     | 6-1      |
| 3    | Schottland – Tschechien  | 9-5      | Frankreich – Dänemark    | 6-7      | Schweiz – Italien      | 6-5      | Finnland – Deutschland  | 8-4      | Norwegen – Schweden      | 7-5      |
| 4    | Schweiz – Dänemark       | 8-7      | Norwegen – Finnland      | 6-4      | Schweden – Tschechien  | 9-5      | Schottland – Italien    | 9-2      | Deutschland – Frankreich | 9-2      |
| 5    | Norwegen – Italien       | 11-8     | Schweiz – Deutschland    | 8-4      | Schottland – Dänemark  | 7-5      | Schweden – Frankreich   | 8-1      | Finnland – Tschechien    | 8-4      |
| 6    | Frankreich – Tschechien  | 7-5      | Finnland – Schottland    | 11-6     | Schweden – Deutschland | 9-8      | Schweiz – Norwegen      | 9-3      | Italien – Dänemark       | 7-6      |
| 7    | Schweden – Finnland      | 7-6      | Dänemark – Tschechien    | 9-8      | Schweiz – Frankreich   | 6-5      | Deutschland – Italien   | 11-3     | Norwegen – Schottland    | 6-3      |
| 8    | Schottland – Deutschland | 9-4      | Frankreich – Italien     | 6-4      | Tschechien – Norwegen  | 8-7      | Dänemark – Schweden     | 7-6      | Finnland – Schweiz       | 7-2      |
| 9    | Frankreich – Norwegen    | 10-6     | Schweden – Schottland    | 11-5     | Finnland – Italien     | 9-3      | Schweiz – Tschechien    | 9-2      | Dänemark – Deutschland   | 7-6      |

| Platz | Team        | Spiele | Siege | Ndlg. |
| ----- | ----------- | ------ | ----- | ----- |
| 1.    | Schweden    | 9      | 7     | 2     |
| 2.    | Schweiz     | 9      | 7     | 2     |
| 3.    | Norwegen    | 9      | 6     | 3     |
| 4.    | Finnland    | 9      | 6     | 3     |
| 5.    | Schottland  | 9      | 5     | 4     |
| 6.    | Dänemark    | 9      | 4     | 5     |
| 7.    | Frankreich  | 9      | 4     | 5     |
| 8.    | Deutschland | 9      | 3     | 6     |
| 9.    | Tschechien  | 9      | 2     | 7     |
| 10.   | Italien     | 9      | 1     | 8     |

#### Tie Breaker
| Spiel     | Begegnung             | Resultat |
| --------- | --------------------- | -------- |
| um Rang 6 | Dänemark – Frankreich | 11-5     |

#### Gruppe B
| Schlüssel | Schlüssel |
| --------- | --------- |
|           | Play-off  |

| Draw | Begegnung               | Resultat | Begegnung               | Resultat | Begegnung              | Resultat | Begegnung                | Resultat |
| ---- | ----------------------- | -------- | ----------------------- | -------- | ---------------------- | -------- | ------------------------ | -------- |
| 1    | Luxemburg – Niederlande | 7-5      | England – Russland      | 9-4      | Wales – Österreich     | 10-9     | Bulgarien – Belarus      | 15-3     |
| 2    | Wales – Belarus         | 14-3     | Österreich – Bulgarien  | 11-3     | Niederlande – Russland | 9-8      | Luxemburg – England      | 4-8      |
| 3    | Russland – Österreich   | 8-7      | Luxemburg – Belarus     | 11-5     | England – Bulgarien    | 6-3      | Wales – Niederlande      | 9-5      |
| 4    | Wales – England         | 8-6      | Niederlande – Bulgarien | 12-4     | Österreich – Luxemburg | 9-5      | Russland – Belarus       | 15-2     |
| 5    | Luxemburg – Bulgarien   | 8-5      | Russland – Wales        | 10-6     | England – Belarus      | 13-3     | Österreich – Niederlande | 9-7      |
| 6    | England – Niederlande   | 9-3      | Österreich -Belarus     | 13-3     | Russland – Luxemburg   | 8-4      | Wales – Bulgarien        | 8-4      |
| 7    | Bulgarien – Russland    | 7-4      | Wales -Luxemburg        | 9-6      | Niederlande – Belarus  | 15-1     | England – Österreich     | 9-3      |

| Platz | Team        | Spiele | Siege | Ndlg. |
| ----- | ----------- | ------ | ----- | ----- |
| 1.    | Wales       | 7      | 6     | 1     |
| 2.    | England     | 7      | 6     | 1     |
| 3.    | Russland    | 7      | 4     | 3     |
| 4.    | Österreich  | 7      | 4     | 3     |
| 5.    | Luxemburg   | 7      | 3     | 4     |
| 6.    | Niederlande | 7      | 3     | 4     |
| 7.    | Bulgarien   | 7      | 2     | 5     |
| 8.    | Belarus     | 7      | 0     | 7     |

### Play-off

#### Gruppe A
|  | Halbfinale | Halbfinale | Halbfinale |   |          | Finale          | Finale          | Finale          |
|  |            |            |            |   |          |                 |                 |                 |
|  |            |            |            |   |          |                 |                 |                 |
|  | 2          | Schweiz    | 8          |   |          |                 |                 |                 |
|  | 3          | Norwegen   | 7          |   |          |                 |                 |                 |
|  |            |            |            | 1 | Schweden | 5               |                 |                 |
|  |            |            |            |   | 2        | Schweiz         | 4               |                 |
|  | 1          | Schweden   | 7          |   |          |                 |                 |                 |
|  | 4          | Finnland   | 4          |   |          | Spiel um Rang 3 | Spiel um Rang 3 | Spiel um Rang 3 |
|  |            |            |            |   |          | 4               | Finnland        | 6               |
|  | 3          | Norwegen   | 4          |   |          |                 |                 |                 |
|  |            |            |            |   |          |                 |                 |                 |

#### Gruppe B
|  | Halbfinale | Halbfinale | Halbfinale |   |            | Finale          | Finale          | Finale          |
|  |            |            |            |   |            |                 |                 |                 |
|  |            |            |            |   |            |                 |                 |                 |
|  | 4          | Österreich | 8          |   |            |                 |                 |                 |
|  | 1          | Wales      | 6          |   |            |                 |                 |                 |
|  |            |            |            | 4 | Österreich | 9               |                 |                 |
|  |            |            |            |   | 2          | England         | 6               |                 |
|  | 2          | England    | 6          |   |            |                 |                 |                 |
|  | 3          | Russland   | 5          |   |            | Spiel um Rang 3 | Spiel um Rang 3 | Spiel um Rang 3 |
|  |            |            |            |   |            | 3               | Russland        | 9               |
|  | 1          | Wales      | 6          |   |            |                 |                 |                 |
|  |            |            |            |   |            |                 |                 |                 |

### Challenge Game
Um die WM-Qualifikation
| Begegnung               | Resultat |
| ----------------------- | -------- |
| Österreich – Frankreich | 11-8     |

### Relegation Game
Um die Zugehörigkeit zur A Gruppe
| Begegnung            | Resultat |
| -------------------- | -------- |
| England – Tschechien | 8-6      |

### Endstand

#### Gruppe A
| Schlüssel | Schlüssel                 |
| --------- | ------------------------- |
|           | Absteiger in die Gruppe B |

| Platz | Land        |
| ----- | ----------- |
| 1     | Schweden    |
| 2     | Schweiz     |
| 3     | Finnland    |
| 4     | Norwegen    |
| 5     | Schottland  |
| 6     | Dänemark    |
| 7     | Frankreich  |
| 8     | Deutschland |
| 9     | Tschechien  |
| 10    | Italien     |

#### Gruppe B
| Schlüssel | Schlüssel                  |
| --------- | -------------------------- |
|           | Aufsteiger in die Gruppe A |

| Platz | Land        |
| ----- | ----------- |
| 1     | Österreich  |
| 2     | England     |
| 3     | Russland    |
| 4     | Wales       |
| 5     | Luxemburg   |
| 6     | Niederlande |
| 7     | Bulgarien   |
| 8     | Belarus     |

## Turnier der Frauen

### Teilnehmer

#### Gruppe A
| Dänemark | Deutschland | Finnland | Norwegen |
| --- | --- | --- | --- |
| Skip: Lene Bidstrup Third: Susanne Slotsager Second: Malene Krause Lead: Avijaja Lund Järund Alternate: Lisa Richardson | Skip: Andrea Schöpp Third: Natalie Nessler Second: Heike Schwaller Lead: Andrea Stock Alternate: Katja Schweizer | Fourth: Nina Pöllänen Skip: Jaana Jokela Second: Tiina Kautonen Lead: Laura Tsutsunen Alternate: Minna Malinen | Skip: Dordi Nordby Third: Hanne Woods Second: Marianne Haslum Lead: Camilla Holth Alternate: Kristin Tøsse Løvseth   |
| Russland | Schottland | Schweden | Schweiz |
| Fourth: Olga Jarkova Skip: Yana Nekrasova Second: Nkeiruka Ezekh Lead: Angela Tuvaeva                                   | Skip: Rhona Martin Third: Debbie Knox Second: Fiona MacDonald Lead: Janice Rankin Alternate: Margaret Morton     | Skip: Anette Norberg Third: Cathrine Lindahl Second: Eva Lund Lead: Mio Hasselborg Alternate: Anna Rindeskog   | Skip: Luzia Ebnöther Third: Mirjam Ott Second: Tanya Frei Lead: Nadia Röthlisberger-Raspe Alternate: Laurence Bidaud |

#### Gruppe B
| Bulgarien | England | Frankreich |
| --- | --- | --- |
| Skip: Rumiana Atanasova Third: Rousiana Rouskova Second: Borislava Petrova Lead: Krassimira Janeva                   | Skip: Sarah McVey Third: Joan Ross Second: Jacqueline Ambridge Lead: Christine Robinson Alternate: Joan Reed                                | Skip: Sandrine Morand Third: Delphine Bredannaz Second: Audrey Delphino Lead: Melanie Sturm                              |
| Italien | Niederlande | Tschechien |
| Skip: Diana Gaspari Third: Violetta Caldart Second: Rosa Pompanin Lead: Chiara Olivieri Alternate: Lucrezia Ferrando | Skip: Margrietha Voskuilen Third: Marie José Tiemstra Second: Sylvia Van Der Pluijm Lead: Petra Biesterveld Alternate: Ellen van der Cammen | Skip: Pavla Rubasova Third: Lenka Sáfránková Second: Hana Synácková Lead: Vera Netusilova Alternate: Lenka Kitzbergerova |

### Round Robin

#### Gruppe A
| Schlüssel | Schlüssel |
| --------- | --------- |
|           | Play-off  |

| Draw | Begegnung                | Resultat | Begegnung              | Resultat | Begegnung              | Resultat | Begegnung              | Resultat |
| ---- | ------------------------ | -------- | ---------------------- | -------- | ---------------------- | -------- | ---------------------- | -------- |
| 1    | Schweden – Norwegen      | 7-6      | Deutschland – Schweiz  | 8-5      | Dänemark – Schottland  | 10-4     | Russland – Finnland    | 4-3      |
| 2    | Dänemark – Finnland      | 8-5      | Schottland – Russland  | 7-3      | Deutschland – Norwegen | 9-2      | Schweden – Schweiz     | 5-4      |
| 3    | Deutschland – Schottland | 5-4      | Schweden – Finnland    | 8-3      | Schweiz – Russland     | 10-4     | Dänemark – Norwegen    | 9-6      |
| 4    | Dänemark – Schweiz       | 7-3      | Norwegen – Russland    | 5-4      | Schweden – Schottland  | 5-4      | Deutschland – Finnland | 8-6      |
| 5    | Schweden – Russland      | 9-3      | Deutschland – Dänemark | 9-4      | Schweiz – Finnland     | 8-6      | Norwegen – Schottland  | 10-9     |
| 6    | Schweiz – Norwegen       | 7-4      | Schottland – Finnland  | 10-2     | Schweden – Deutschland | 9-5      | Dänemark – Russland    | 10-8     |
| 7    | Deutschland – Russland   | 6-5      | Schweden – Dänemark    | 11-4     | Norwegen – Finnland    | 7-5      | Schweiz – Schottland   | 7-4      |

| Platz | Team        | Spiele | Siege | Ndlg. |
| ----- | ----------- | ------ | ----- | ----- |
| 1.    | Schweden    | 7      | 7     | 0     |
| 2.    | Deutschland | 7      | 6     | 1     |
| 3.    | Dänemark    | 7      | 5     | 2     |
| 4.    | Schweiz     | 7      | 4     | 3     |
| 5.    | Norwegen    | 7      | 3     | 4     |
| 6.    | Schottland  | 7      | 2     | 5     |
| 7.    | Russland    | 7      | 1     | 6     |
| 8.    | Finnland    | 7      | 0     | 7     |

#### Gruppe B
| Schlüssel | Schlüssel |
| --------- | --------- |
|           | Play-off  |

| Draw | Begegnung               | Resultat | Begegnung                | Resultat | Begegnung                | Resultat |
| ---- | ----------------------- | -------- | ------------------------ | -------- | ------------------------ | -------- |
| 1    | Tschechien – Frankreich | 14-4     | Italien – England        | 13-2     | Niederlande – Bulgarien  | 12-4     |
| 2    | Italien – Niederlande   | 8-7      | Frankreich – Bulgarien   | 8-5      | Tschechien – England     | 11-8     |
| 3    | Frankreich – England    | 6-4      | Tschechien – Niederlande | 9-3      | Italien – Bulgarien      | 8-1      |
| 4    | Tschechien – Italien    | 9-3      | England – Bulgarien      | 11-5     | Frankreich – Niederlande | 10-6     |
| 5    | England – Niederlande   | 8-6      | Frankreich -Italien      | 10-5     | Bulgarien -Tschechien    | 7-2      |

| Platz | Team        | Spiele | Siege | Ndlg. |
| ----- | ----------- | ------ | ----- | ----- |
| 1.    | Tschechien  | 5      | 4     | 1     |
| 2.    | Frankreich  | 5      | 4     | 1     |
| 3.    | Italien     | 5      | 3     | 2     |
| 4.    | England     | 5      | 2     | 3     |
| 5.    | Niederlande | 5      | 1     | 4     |
| 5.    | Bulgarien   | 5      | 1     | 4     |

### Play-off

#### Gruppe A
|  | Halbfinale | Halbfinale  | Halbfinale |   |          | Finale          | Finale          | Finale          |
|  |            |             |            |   |          |                 |                 |                 |
|  |            |             |            |   |          |                 |                 |                 |
|  | 1          | Schweden    | 8          |   |          |                 |                 |                 |
|  | 4          | Schweiz     | 7          |   |          |                 |                 |                 |
|  |            |             |            | 1 | Schweden | 7               |                 |                 |
|  |            |             |            |   | 3        | Dänemark        | 3               |                 |
|  | 3          | Dänemark    | 6          |   |          |                 |                 |                 |
|  | 2          | Deutschland | 4          |   |          | Spiel um Rang 3 | Spiel um Rang 3 | Spiel um Rang 3 |
|  |            |             |            |   |          | 4               | Schweiz         | 8               |
|  | 2          | Deutschland | 7          |   |          |                 |                 |                 |
|  |            |             |            |   |          |                 |                 |                 |

#### Gruppe B
|  | Halbfinale | Halbfinale | Halbfinale |   |            | Finale          | Finale          | Finale          |
|  |            |            |            |   |            |                 |                 |                 |
|  |            |            |            |   |            |                 |                 |                 |
|  | 2          | Frankreich | 10         |   |            |                 |                 |                 |
|  | 3          | Italien    | 1          |   |            |                 |                 |                 |
|  |            |            |            | 1 | Tschechien | 7               |                 |                 |
|  |            |            |            |   | 2          | Frankreich      | 6               |                 |
|  | 1          | Tschechien | 12         |   |            |                 |                 |                 |
|  | 4          | England    | 4          |   |            | Spiel um Rang 3 | Spiel um Rang 3 | Spiel um Rang 3 |
|  |            |            |            |   |            | 3               | Italien         | 10              |
|  | 4          | England    | 1          |   |            |                 |                 |                 |
|  |            |            |            |   |            |                 |                 |                 |

### Challenge Game
Um die WM-Qualifikation
| Begegnung             | Resultat |
| --------------------- | -------- |
| Russland – Tschechien | 7-2      |

### Endstand

#### Gruppe A
| Schlüssel | Schlüssel                 |
| --------- | ------------------------- |
|           | Absteiger in die Gruppe B |

| Platz | Land        |
| ----- | ----------- |
| 1     | Schweden    |
| 2     | Dänemark    |
| 3     | Schweiz     |
| 4     | Deutschland |
| 5     | Norwegen    |
| 6     | Schottland  |
| 7     | Russland    |
| 8     | Finnland    |

#### Gruppe B
| Schlüssel | Schlüssel                  |
| --------- | -------------------------- |
|           | Aufsteiger in die Gruppe A |

| Platz | Land        |
| ----- | ----------- |
| 1     | Tschechien  |
| 2     | Frankreich  |
| 3     | Italien     |
| 4     | England     |
| 5     | Niederlande |
| 6     | Bulgarien   |